# Joseph Foulon
Pour les articles homonymes, voir Foulon.
Ne doit pas être confondu avec Joseph François Foullon ou Joseph Pierre François-Xavier Foullon de Doué.
Joseph Foulon, mort le 7 août 1607, est un prêtre français, membre de la congrégation augustinienne des Génovéfains, abbé de l'abbaye Sainte-Geneviève de Paris et curé de la paroisse Saint-Étienne-du-Mont à Paris.

## Biographie
Le père de Joseph Foulon est un marchand, bourgeois de Paris.

### Abbé de Sainte-Geneviève

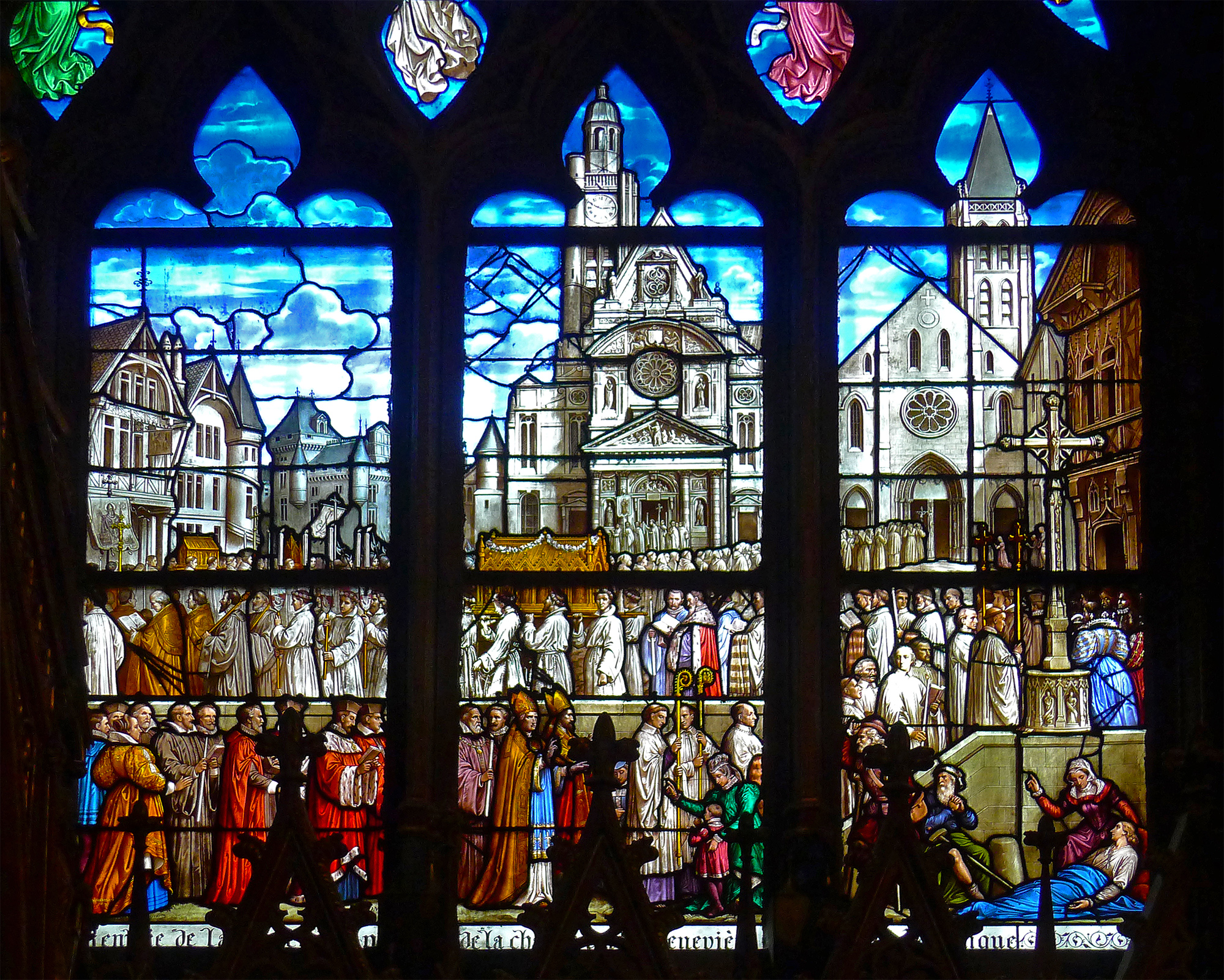
La procession de la chasse de sainte Geneviève : vitrail de l'église Saint-Étienne-du-Mont réalisé en 1882 ; en arrière-plan, à droite de l'église Saint-Étienne, l'ancienne église abbatiale Sainte-Geneviève.

Joseph Foulon entre à l'abbaye Sainte-Geneviève de Paris le 8 septembre 1545. Il en devient l'abbé en trois étapes, de 1557 à 1559. Il est pourvu de l'abbaye en 1557 mais ne reçoit la bulle pontificale de Paul IV que le 1er août 1588 et ne se fait bénir abbé que le 9 juillet 1559, juste avant de conduire la procession de la châsse de sainte Geneviève organisée après la blessure mortelle du roi Henri II. L'abbaye Sainte-Geneviève ne dépend pas de l'évêché de Paris, mais directement du Saint-Siège.
Le 12 août 1560 il fait partie des ecclésiastiques qui président la cérémonie commémorative organisée à Notre-Dame de Paris pour la reine d'Écosse Marie de Guise.

### Curé de paroisse
Joseph Foulon est curé de Rosny, dans le diocèse de Paris, en 1550.
Joseph Foulon est curé de la paroisse Saint-Étienne-du-Mont à Paris à trois reprises. Peut-être curé dès 1561, il résigne le 22 décembre 1571 en faveur de Claude de Sainctes. Quand ce dernier est promu évêque d'Évreux en 1574, Joseph Foulon retrouve sa cure. Il la résigne une nouvelle fois le 11 septembre 1593 en faveur de Robert Oudet. Ce dernier la résigne en faveur de Joseph Foulon l'année suivante, le 14 juin 1594. Joseph Foulon conserve ensuite la cure de Saint-Étienne-du-Mont jusqu'à sa mort. Il peut disposer aisément de la cure de Saint-Étienne-du-Mont puisque c'est lui, en tant qu'abbé de Sainte-Geneviève, qui nomme le curé.
Joseph Foulon contribue à l'achèvement de la construction de l'église Saint-Étienne-du-Mont en faisant bâtir la chapelle de la Communion et en veillant à la construction de galeries pour y enseigner le catéchisme. Il fait copier un volume de serments de l'évêque de Tournai  de la fin du XIIe siècle et du début du XIIIe siècle, Étienne de Tournai, son lointain prédécesseur comme abbé de Sainte-Geneviève. Il fait appel à des prédicateurs, rémunérés, qui prêchent pendant le Carême.
En visite pastorale à  Saint-Étienne-du-Mont le 13 avril 1585, l'évêque de Paris Pierre de Gondi complimente le curé Joseph Foulon tout en insistant sur ses devoirs dans la lutte contre le mauvais comportement de certains prêtres de la paroisse.

### Un modéré
En 1575, Joseph Foulon aide François d'Alençon à s'enfuir de Paris. Joseph Foulon participe à la révision de la Coutume de Paris en 1580.
Pendant la Ligue, Joseph Foulon n'est pas un extrémiste, contrairement à d'autres curés parisiens comme Christophe Aubry, Jean Boucher, Jacques de Cueilly, Jean Hamilton ou François Pigenat. Joseph Foulon fait partie du parti des Politiques, c'est-à-dire les modérés qui cherchent l'apaisement.
En 1592, il fait partie, avec René Benoist, du groupe des « sermoneux », qui espèrent « semondre » Henri IV pour qu’il accepte de se convertir au catholicisme. La même année, alors que la guerre accentue la misère à Paris et répondant à l'appel du Bureau de la ville, il offre à l'Hôtel-Dieu les produits des offrandes des fidèles des dimanches et jours de fêtes dans sa paroisse. Il ne semble pas avoir été très suivi dans cette attitude par les autres curés. Le 17 juillet 1593, les Ligueurs l'arrêtent et l'emprisonnent parce qu'il a écrit des lettres dans lesquelles il affirme son attachement au roi Henri IV. Il échappe aux partisans du duc de Mayenne et réussit à rejoindre le roi. Cette position médiane ne l'empêche pas de dénoncer des huguenots.
Il intervient dans l'affaire Marthe Brossier, fille d’un marchand de Romorantin, qui, en 1598–1599, se prétend possédée et vient à Paris pour se faire exorciser. Elle arrive à Paris le 30 mars 1599, est exorcisée et examinée par des médecins. Le Parlement de Paris juge qu'elle est une simulatrice et la renvoie chez elle par un arrêt du 24 mai 1599.
Joseph Foulon meurt le 7 août 1607 et est enterré dans une chapelle du cloître de Sainte-Geneviève, appelée la chapelle de Miséricorde.